# Edwar al-Kharrat
Edwar al-Kharrat (arabiska: ادوار الخراط), född 16 mars 1926 i Alexandria, död 1 december 2015 i Kairo, var en egyptisk romanförfattare och kritiker. 
Han har beskrivits som "en av Egyptens mest inflytelserika författare av fiktion", och "en av arabvärldens viktigaste författare." Som kritiker har han varit med och lyft fram författare som Sonallah Ibrahim, Bahaa Taher, Ibrahim Aslan, Yahya Taher Abdullah och Gamal al-Ghitani.
Al-Kharrat föddes i en koptisk familj. Han var aktiv vänsterpolitiker och satt för detta fängslad mellan 1948 och 1950, innan han fick arbete som översättare vid Rumäniens ambasassad i Kairo. 1970 publicerades hans roman Rama and the Dragon som blev hyllad. Den har omnämnts som "genombrottet för den arabiska romanen." Trots att al-Kharrat själv kallade den oöversättbar, översattes den till engelska av Ferial Ghazoul och John Verlenden efter att romanen tilldelats Naguib Mahfouz Medal for Literature 1999. Det arabiska författarfacket rankade den som den åttonde bästa av arabiskans 100 bästa romaner.